# Amtix!
Az Amtix!, ahogyan azt alcíme is mutatta, egy „Amstrad számítógépekre megjelenő szoftvereket tesztelő” havi magazin volt. A Newsfield Publications Ltd adta ki a nyolcvanas évek közepén.

## Élettartam
Az Amtix! 1985 novemberétől 1987 áprilisáig futott, összesen tizennyolc lapszám jelent meg. Egy különleges lapszám (Issue zero) a Zzap!64-hez és a CRASH-hez, a Newsfield két másik magazinjához mellékelték.
A tizennyolcadik lapszám után az újság egybeolvadt a Computing With The Amstrad magazinnal és az Amtix! logója megjelent a CWTA játék tesztjein.

## Borító
Hasonlóan a testvér magazinjaihoz, a Zzap!64-hez és a Crash-hez az Amtix!-nek is nagyon jellegzetes, képregényszerű borítói voltak amiket Oliver Frey rajzolt.